# Élections législatives de 2004 en Illinois
En 2004, les élections à la Chambre des représentants des États-Unis ont eu lieu le 2 novembre. 435 sièges devaient être renouvelés. Le mandat des représentants étant de deux ans, ceux qui ont été élus à l'occasion de cette élection siègeront dans le 109e Congrès du 3 janvier 2005 au 3 janvier 2007. Dans l'Illinois ou dix-neuf sièges devaient être renouvelés, les démocrates remporte un siège. Ainsi l'Illinois envoi désormais à la Chambre une majorité de dix démocrates contre neuf républicains.

## Résultats par districts
| District    | Résultats                                                                  |
| ----------- | -------------------------------------------------------------------------- |
| Illinois 1  | Bobby Rush (D) 84,8 % Raymond Wardingley (R) 15,2 %                        |
| Illinois 2  | Jesse Jackson, Jr. (D) 88,5 % Stephanie Sailor (L) 11,5 %                  |
| Illinois 3  | Dan Lipinski (D) 74,3 % Ryan Chlada (R) 25,7 %                             |
| Illinois 4  | Luis Gutiérrez (D) 83,7 % Tony Cisneros (R) 12,4 % Jacob Witmer (L) 3,9 %  |
| Illinois 5  | Rahm Emanuel (D) 76,2 % Bruce Best (R) 23,8 %                              |
| Illinois 6  | Henry Hyde (R) 55,8 % Christine Cegelis (D) 44,2 %                         |
| Illinois 7  | Danny K. Davis (D) 86,1 % Antonio Davis-Fairman (R) 13,9 %                 |
| Illinois 8  | Melissa Bean (D) 51,7 % Phil Crane (R) 48,3 %                              |
| Illinois 9  | Jan Schakowsky (D) 75,7 % Kurt Eckhardt (R) 24,3 %                         |
| Illinois 10 | Mark Kirk (R) 64,1 % Lee Goodman (D) 35,9 %                                |
| Illinois 11 | Jerry Weller (R) 58,7 % Tari Renner (D) 41,3 %                             |
| Illinois 12 | Jerry Costello (D) 69,5 % Erin Zweigart (R) 28,8 % Walter Steele (L) 1,7 % |
| Illinois 13 | Judy Biggert (R) 65,0 % Gloria Andersen (D) 35,0 %                         |
| Illinois 14 | Dennis Hastert (R) 68,6 % Ruben K. Zamora (D) 31,4 %                       |
| Illinois 15 | Tim Johnson (R) 61,1 % David Gill (D) 38,9 %                               |
| Illinois 16 | Donald A. Manzullo (R) 69,1 % John Kutsch (D) 30,9 %                       |
| Illinois 17 | Lane Evans (D) 60,7 % Andrea Lane Zinga (R) 39,3 %                         |
| Illinois 18 | Ray LaHood (R) 70,2 % Steve Waterworth (D) 29,8 %                          |
| Illinois 19 | John Shimkus (R) 69,4 % Tim Bagwell (D) 30,6 %                             |